# Феэтет (поэт)
Феэте́т (др.-греч. Θεαίτητος, лат. Theaetetus) — древнегреческий поэт III века до н. э. Сохранилось шесть его эпиграмм (в основном эпитафии): четыре — в Палатинской антологии (AP: VI, 357; VII, 444, 499, 727), две — у Диогена Лаэртского (IV, 25; VIII, 48).
В доме большом Антагора, когда все пьяными были,

        Ночью, холодной зимой пламя пожрало людей.

Восемь десятков свободных и с ними рабов оказалось

        В страшном пожарище том, гибельном. И не смогли

Близких своих опознать по костям обгорелым родные.

        Урна досталась одна; их погребальный обряд

Общим свершён был; одним и надгробьем сокрыты. По праху

        С лёгкостью может Аид каждого сразу узнать.

Каллимах из Кирены, современник Феэтета, написал в его честь похвальную эпиграмму (AP IX, 565).
Надпись на мраморной плите из Галикарнаса, найденная в 1995 году и относящаяся к концу II — началу I века до н. э., упоминает Феэтета в числе знаменитых уроженцев этого города.